# The Lamb Lies Down on Broadway
The Lamb Lies Down on Broadway (в переводе с англ. — «Заклание агнца на Бродвее») — шестой студийный альбом английской прогрессивной рок-группы Genesis. Он был выпущен как двойной альбом 22 ноября 1974 года на лейбле Charisma Records и стал их последним альбомом с участием оригинального вокалиста Питера Гэбриэла. Он достиг 10-го места в UK Albums Chart и 41-го места в Billboard 200 в США.
После принятия решения о выпуске концептуального альбома с историей, придуманной Гэбриэлом о Раэле, пуэрториканском юноше из Нью-Йорка, который отправляется в путешествие самопознания, Genesis работали над новым материалом в Хедли-Грейндже в течение трёх месяцев. Альбом был отмечен возросшей напряженностью в группе, поскольку Гэбриел, который настаивал на написании всех текстов песен, временно ушёл работать с режиссёром Уильямом Фридкином и нуждался во времени, чтобы побыть со своей семьей. Большинство песен были написаны остальной частью группы во время джем-сейшенов и записаны в Glaspant Manor в Уэльсе с использованием мобильной студии.
Альбом The Lamb Lies Down on Broadway перекликается с форматом дебютного альбома Genesis From Genesis to Revelation: концептуальный альбом с христианскими темами, в котором переплетаются лаконичные поп-мелодии, сосредоточенные вокруг вокала Гэбриэла и кратких инструментальных интермедий, при этом большинство инструментальных композиций не отмечены в списке треков. Музыка и тексты песен также отсылают к ранним работам Genesis и ранним влияниям.
Сначала альбом встретил неоднозначную реакцию критиков и стал первым диском Genesis, который не смог превзойти своих предшественников по количеству продаж, но получил признание в последующие годы и стал культовым. Песни «Counting Out Time» и «The Carpet Crawlers» были выпущены в качестве синглов в Великобритании в 1974 и 1975 годах соответственно; обе не попали в чарты. Сингл «The Lamb Lies Down on Broadway» был выпущен в США. Genesis продвигали альбом во время своего тура 1974–75 годов по Северной Америке и Европе, исполняя альбом целиком. Альбом получил золотую сертификацию в Великобритании и США. Альбом был ремастерирован в 1994 и 2007 годах, последний раз как часть бокс-сета Genesis 1970–1975, который содержит микс объёмного звука 5.1 и бонусный материал.

## Об альбоме
Главный герой альбома, Раэль, попадает на нью-йоркское «дно», где подвергается всевозможным соблазнам.
Существует легенда о значительном участии в альбоме Брайана Ино, однако на самом деле Ино по просьбе Гэбриела поучаствовал в искажении вокала для композиции «The Grand Parade of Lifeless Packaging», а также в обработке пары других вокальных партий. По словам Тони Бэнкса, Ино также наигрывал вступление для «In the Cage», но в финальную версию трека от него практически ничего не вошло.
В документальном фильме «Genesis: Части целого» (2014) участники группы говорят, что было неверным решением гастролировать по Америке с полностью новой программой, которая на тот момент ещё не была издана на пластинке; фокусировавшееся внимание прессы на Гэбриеле напрягало участников группы, в особенности Бэнкса, что и послужило одной из причин ухода Питера в сольное плавание.
Альбом занял 37-ю позицию в рейтинге «100 лучших рок-альбомов всех времён» по версии журнала Classic Rock и 11 место в списке «25 лучших классических альбомов прогрессивного рока» по версии PopMatters. Также альбом занимает 9 место в списке «50 величайших прог-рок-альбомов всех времён» журнала Rolling Stone.

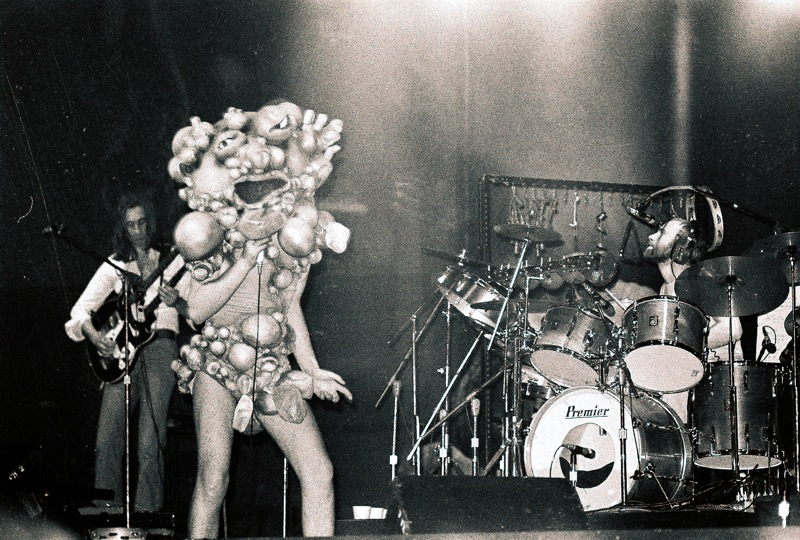
Выступление Genesis в ходе тура в поддержку альбома. Слева направо: Резерфорд, Гэбриел (в костюме Слиппермена), Коллинз.

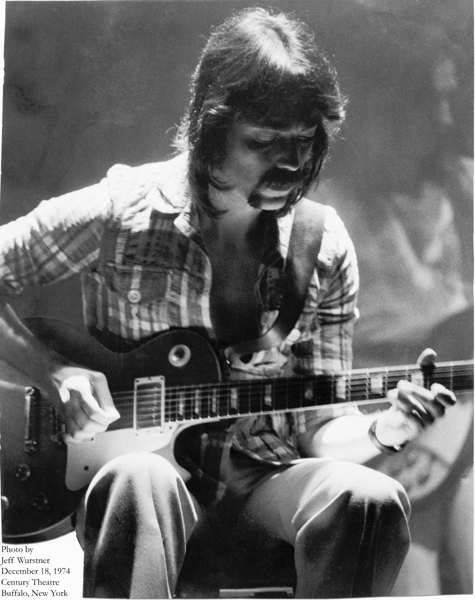
Стив Хэкетт на концерте в Буффало, декабрь 1974 года

## Список композиций
Авторы всех песен Тони Бэнкс, Фил Коллинз, Питер Гэбриел (как автор музыки указан особо, ниже в скобках), Стив Хэкетт и Майк Резерфорд.
Автор текстов — Питер Гэбриел, кроме указанных особо.

### Диск 1
1. «The Lamb Lies Down on Broadway»  (авторы музыки — Гэбриел, Бэнкс) — 4:48
2. «Fly on a Windshield» — 2:45
3. «Broadway Melody of 1974» — 2:11
4. «Cuckoo Cocoon» — 2:11
5. «In the Cage» — 8:14
6. «The Grand Parade of Lifeless Packaging» — 2:47
7. «Back in N.Y.C.» — 5:44
8. «Hairless Heart» — 2:10
9. «Counting Out Time»  (автор музыки и текста — Гэбриел) — 3:42
10. «The Carpet Crawlers»  (авторы музыки — Гэбриел, Резерфорд, Бэнкс) — 5:15
11. «The Chamber of 32 Doors»  (авторы музыки — Гэбриел, Резерфорд, Бэнкс, Коллинз, Хэкетт) — 5:40

### Диск 2
1. «Lilywhite Lilith» (автор музыки и текста — Коллинз) — 2:45
2. «The Waiting Room» — 5:22
3. «Anyway» — 3:08
4. «Here Comes the Supernatural Anaesthetist» — 3:00
5. «The Lamia» — 6:57
6. «Silent Sorrow in Empty Boats» — 3:07
7. «The Colony of Slippermen (Arrival — A Visit to the Doktor — Raven)» — 8:13
8. «Ravine» — 2:04
9. «The Light Dies Down on Broadway» (авторы текста — Резерфорд, Бэнкс) — 3:33
10. «Riding the Scree» — 3:57
11. «In the Rapids» — 2:30
12. «It» — 4:14

## Участники записи
Genesis
- Питер Гэбриел — основной вокал, флейта
- Стив Хэккет — гитары
- Майк Резерфорд — бас-гитара, 12-струнная гитара
- Тони Бэнкс — клавишные, гитара
- Фил Коллинз — барабаны, перкуссия, вибрафон, бэк-вокал

Дополнительно
- Брайан Ино – "Enossification" on "In the Cage" and "The Grand Parade of Lifeless Packaging"[9]

Производство
- John Burns – продюсер
- David Hutchins – инженер
- Hipgnosis – дизайн альбома
- Graham Bell – choral contribution
- "Omar" – Rael on the album's artwork
- Richard Manning – cover retouching
- George Hardie – graphics (George Hardie N.T.A.)
- George Peckham (as "Pecko" and "Porky") – lacquer cutting

## Дополнительные факты
- В 1996/1997 году кавер-версию «Back in N.Y.C.» записал американский музыкант Джефф Бакли для своего альбома My Sweetheart the Drunk.
- 1994 году Кевин Гилберт и группа Giraffe сыграли концерт, целиком посвящённый этому альбому.